# Landesamt für Umwelt Rheinland-Pfalz

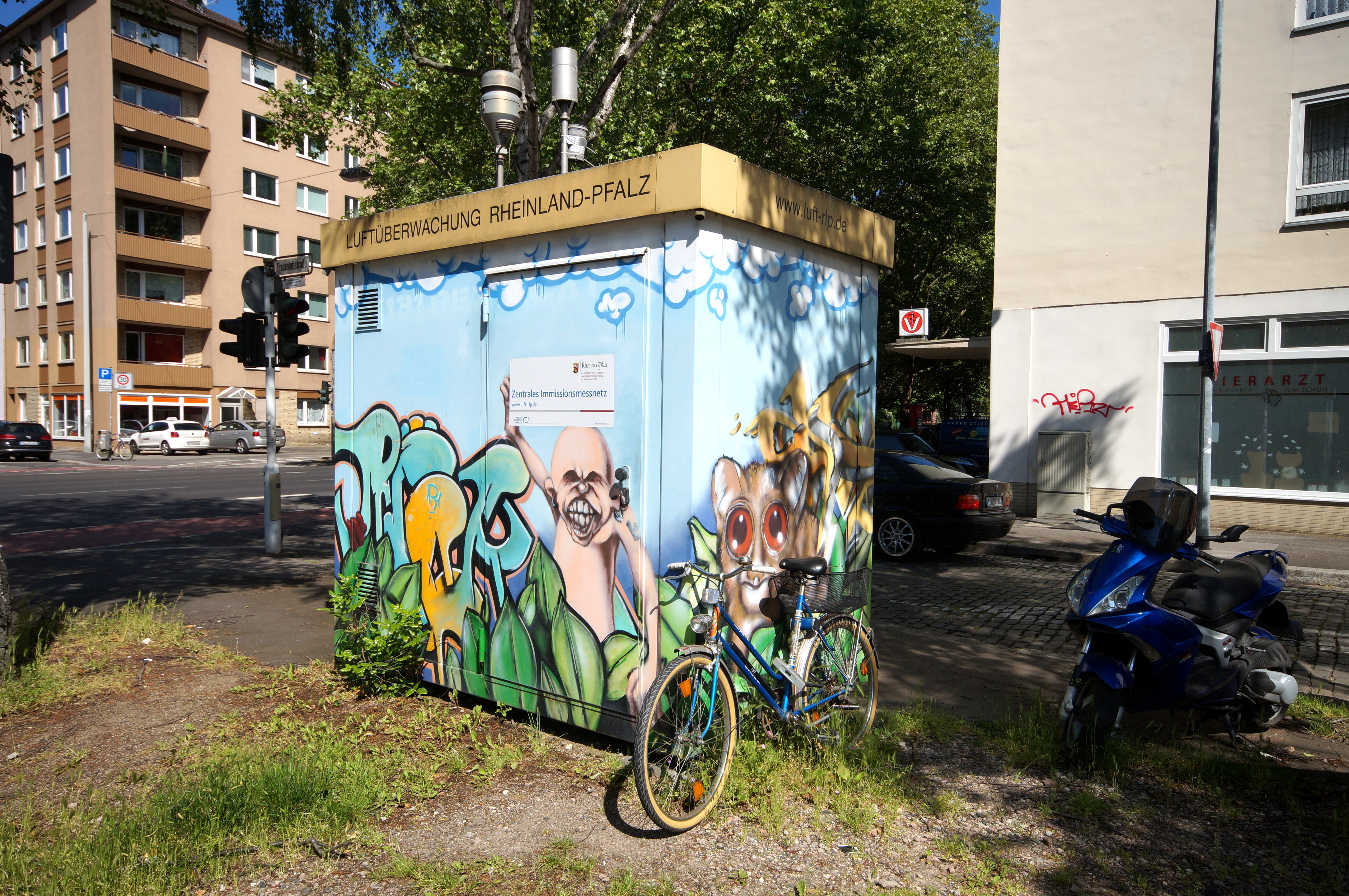
Luftüberwachungsstation des rheinland-pfälzischen Landesamts für Umwelt, Wasserwirtschaft und Gewerbeaufsicht an der Rheinallee in Mainz

Das Landesamt für Umwelt (LfU) ist eine Landesbehörde des Landes Rheinland-Pfalz. Sie ist dem Ministerium für Umwelt, Energie, Ernährung und Forsten Rheinland-Pfalz nachgeordnet. Das Amt ist die obere Umwelt-, Verbraucher- und Arbeitsschutzbehörde des Landes Rheinland-Pfalz und hat seinen Hauptsitz in Mainz mit Außenstellen in Worms, Birkenfeld und bei Fankel.

## Aufgaben
Das Landesamt für Umwelt berät und unterstützt das Landesministerium in fachlichen Fragestellungen der Gewerbeaufsicht sowie des Schutzes von Klima, Luft, Wasser, Boden und Natur. Die technische Fachbehörde erarbeitet die Grundlagen für politische und behördliche Entscheidungen. Im Wesentlichen nehmen die Mitarbeiter Messungen vor und analysieren Wasser, Luft und Boden bezüglich ihrer Inhaltsstoffe. Die gewonnenen Umweltdaten werden bewertet und Beratungen durchgeführt. So entstehen die Datengrundlagen, die Entscheidungsträger in anderen Landesbehörden, in den Kommunen, aber auch in Industrie, Handel und Gewerbe sowie Privatleute für ihre Planungen benötigen.

## Geschichte
Das Amt entstand im Juli 2004 als Landesamt für Umwelt, Wasserwirtschaft und Gewerbeaufsicht (LUWG) durch Zusammenlegung des Landesamtes für Umweltschutz und Gewerbeaufsicht mit dem Landesamt für Wasserwirtschaft.
Mit Inkrafttreten der Neufassung des Landesnaturschutzgesetzes vom 6. Oktober 2015 wurde die Bezeichnung Landesamt für Umwelt, Wasserwirtschaft und Gewerbeaufsicht durch Landesamt für Umwelt ersetzt. Der Behördensitz, die Aufgaben sowie die Ansprechpartner bleiben von dieser Änderung unberührt.